# Gropabotjärnarna
Gropabotjärnarna är en sjö i Ovanåkers kommun i Hälsingland och ingår i Ljusnans huvudavrinningsområde. Sjön har en area på 0,0591 kvadratkilometer och ligger 375,1 meter över havet. Gropabotjärnarna ligger i Stormyran-Grannäsen Natura 2000-område.

## Delavrinningsområde
Gropabotjärnarna ingår i det delavrinningsområde (678338-150732) som SMHI kallar för Mynnar i 677971-150735. Medelhöjden är 388 meter över havet och ytan är 4,3 kvadratkilometer. Det finns inga avrinningsområden uppströms utan avrinningsområdet är högsta punkten. Vattendraget som avvattnar avrinningsområdet har biflödesordning 6, vilket innebär att vattnet flödar genom totalt 6 vattendrag innan det når havet efter 115 kilometer. Avrinningsområdet består mestadels av skog (56 procent) och sankmarker (36 procent). Avrinningsområdet har 0,06 kvadratkilometer vattenytor vilket ger det en sjöprocent på 1,4 procent.